# Peter Uphagen
Peter Uphagen (ur. 12 lutego 1704 w Gdańsku, zm. 22 stycznia 1775 tamże) – gdański kupiec i armator oraz członek Rady Miejskiej.
Rodzina Uphagenów przybyła do Prus Królewskich z hiszpańskich Niderlandów pod koniec XVI wieku. Ojcem Petera był kupiec i armator Wilhelm Heinrich Uphagen (1666–1705), właściciel kilku domów w Gdańsku, dworu i ogrodu w Pieckach, przełożony Szpitala św. Elżbiety, a matką Anna z domu Brandtlicht (1670–1737).
25 kwietnia 1730 Peter poślubił Elisabeth, córkę gdańskiego armatora pochodzenia szkockiego Johna Forreta. Małżeństwo miało troje dzieci: Johanna Wilhelma (1731–1802), Karla Heinricha (1738–1804), właściciela Heiligenbrunn, i Renatę Elżbietę (1741–1784).
Peter od 1719 zapoznawał się z zawodem kupieckim w domu Johna Irwinga (gdańskiego kupca pochodzenia szkockiego). Uczył się także języka polskiego. 1726 udał się w podróż po miastach niemieckich, holenderskich, angielskich i francuskich. Po powrocie, 1728 założył z Wilhelmem Jacobem Paleske spółkę armatorską, która istniała 40 lat, utrzymując rozległe kontakty handlowe z Niderlandami, Anglią, Francją i Niemcami. Dzięki korzystnym kontraktom, przynoszącym pokaźny zysk właścicielom spółki, zgromadził znaczny majątek. Był właścicielem dworu w Świętej Studzience, dworu VIII z ogrodem w Strzyży i kamienicy przy ul. Chlebnickiej. Kolekcjonował dzieła sztuki. Trojgu swoich dzieci zapisał w testamencie po 600 tys. dukatów; najstarszemu synowi Johannowi Wilhelmowi już wcześniej przekazał kamienicę przy Długim Targu 43.
Sprawował wiele funkcji publicznych w Gdańsku: od 1735 przewodniczył zarządowi Szpitala św. Elżbiety i Szpitala św. Ducha. Wspierał działalność kościoła anglikańskiego. Od 1758 był przełożonym gdańskiej gminy reformowanej. Był też oficerem straży obywatelskiej (1759), a później przełożonym artylerii miejskiej (1770).
1750 wybrano go ławnikiem Głównego Miasta, ale nie został zatwierdzony przez króla i 5 sierpnia tegoż roku zwolniony; ponownie wybrany do ławy 1758, do rady miejskiej 1762. Jako rajca zajmował się m.in. sprawami budowlanymi, żeglugą, pogłębianiem wejścia do portu.
Po śmierci spoczął w ufundowanym przez siebie grobowcu w kościele św. Piotra i Pawła.